# Formule canonique du mythe
La formule canonique du mythe (ou des mythes) est une formule algébrique décrite pour la première fois par l'anthropologue Claude Lévi-Strauss en 1955, formalisant les processus de transformation d'un récit mythique dans l'espace ou dans le temps tout en postulant la stabilité de la structure de ce récit (au sens des relations internes qui le constituent, seuls les figures et éléments constitutifs pouvant varier), dans une approche dite structurale du mythe. Il s'agit de la plus célèbre des rares tentatives par Lévi-Strauss d'utilisation d'outils mathématiques en anthropologie structurale, et elle continue au XXIe siècle d'intéresser les philosophes des mathématiques.

## Définition
La formule est de type {\displaystyle f_{x}(a):f_{y}(b)\cong f_{x}(b):f_{a^{-1}}(y)}, dans sa formulation initiale introduite pour la première fois par Lévi-Strauss en 1955 dans un article en anglais (The Structural Study of Myth), repris et popularisé en 1958 dans Anthropologie structurale (chap.XI, La Structure des mythes). Selon cette équation, le mythe est structuré autour de deux termes (a et b) et de deux fonctions (x et y) pouvant subir différentes inversions et permutations réalisant autant de possibilités de transformations du récit: inversions des termes (a et b), inversion entre terme et fonction (y et b), inversion d'un terme sur lui-même (a et non-a, ou a-1).

La notion de terme (a ou b) désigne généralement un personnage, un animal, un objet matériel ou cosmique, et la notion de fonction (Fx ou Fy) recouvre habituellement soit un attribut (une caractéristique) du terme a ou b, soit une action que ce terme peut accomplir. Dans l'exemple le plus connu d'application de cette formule, sur des mythes amazoniens au départ d'une version jivaro construisant un triangle « jalousie - poterie - engoulevent »:
« la fonction « jalouse » de l'Engoulevent est à la fonction « potière » de la femme comme la fonction « jalouse » de la femme est à la fonction « Engoulevent » inversé de la potière. [...] Pour qu'à la façon du mythe jivaro on puisse mettre en rapport une humaine et un oiseau d'une part, la jalousie et la poterie d'autre part, il faut: 1) qu'une congruence apparaisse entre l'humaine et l'oiseau sous le rapport de la jalousie; 2) que le registre des oiseaux comporte un terme congru à la poterie ».

## Historique
Apparue à la toute fin de l'article de 1955 et avec très peu de détails, reçue avec ironie et méfiance comme une entreprise de mathématisation du réel, la formule subit ensuite une longue éclipse dans l’œuvre de Lévi-Strauss. Son caractère hautement abstrait et le peu d'explications et d'exemples fournis durant longtemps par Lévi-Strauss, feront naître un mystère sur ses origines et donneront lieu à de nombreux commentaires . La formule réapparaît cependant dans les cours au Collège de France (1974 et 1982), synthétisés en 1984 dans Paroles données, l'anthropologue expliquant alors qu'elle n'est pas une formule mathématique mais un support graphique visant à « appréhender d'un coup d'œil des ensembles complexes de relations et de transformations » .
La formule canonique revient ensuite avec force dans La Potière jalouse (1985) sous la forme de cinq « applications » à des études de mythes (chapitres IV, IX, XI et XII), à côté d'une autre configuration mathématique assez proche dite de la bouteille de Klein (chapitre XII). Elle apparaît également dans Histoire de Lynx (1991).
Lévi-Strauss a développé dans ses travaux sur les mythes une autre formulation mathématique, celle de groupes de quatre mythes qui s'opposent en se complétant sur le mode des groupes de Klein en algèbre. Cette formulation inspirée du mathématicien Marc Barbut apparaît surtout dans la tétralogie des Mythologiques, au tome III l'Origine des Manières de table (1968) et au tome IV L'Homme nu (1971). Lévi-Strauss l'a ensuite abandonnée, la jugeant « trop mécanique, trop faible pour traduire la double (ou triple) torsion qu'impliquerait la structure générative des mythes et que traduirait mieux la formule canonique ».

## Postérité
La formule canonique du mythe a connu à partir des années 1980 l'intérêt croissant de mathématiciens travaillant sur la formalisation en sciences sociales, autour de la théorie des catastrophes de René Thom, et de ses applications en épistémologie (Jean Petitot,).
Retraçant l'histoire de la formule et de sa réception critique à la fin des années 1990,, l'anthropologue Lucien Scubla distingue un premier groupe autour de débats très critiques sur ce qui est vu comme un exercice rhétorique habillé de science dure, un deuxième groupe autour de chercheurs voyant dans la méthode structurale une avancée essentielle pour l'anthropologie, et un troisième groupe interdisciplinaire développant dès les années 1960 avec enthousiasme différentes applications opérationnelles du modèle, à partir notamment des travaux des anthropologues Elli Köngas et Pierre Maranda (1962) sur le développement des oppositions en spirale des fonctions et des personnages mythologiques. 
Après un demi-siècle de débats et de publications importantes, marqués en 2004 par le modèle mathématique très proche de la formule canonique des mythes proposé par Jack Morava pour la théorie du chaos, le destin de la formule canonique des mythes dans la rencontre des sciences sociales, des sciences naturelles et des modèles mathématiques témoigne, pour Maurice Godelier qui lui consacre un long développement dans son livre Lévi-Strauss (2013), de l'intuition scientifique de l'anthropologue et de la fécondité de son œuvre.